# 952

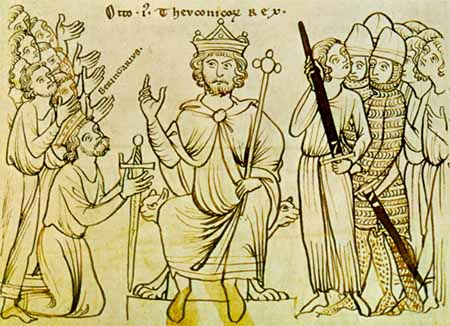
Berengarius II (links) onderwerpt zich aan koning Otto I

Het jaar 952 is het 52e jaar in de 10e eeuw volgens de christelijke jaartelling.

## Gebeurtenissen

### Europa
- 7 augustus - Op de Rijksdag in Augsburg (samengesteld door koning Otto I) vergezeld door Duitse edelen en bisschoppen, erkent de afgezette koning Berengarius II de heerschappij van Otto. Hij wordt een vazal van het Oost-Frankische Rijk en neemt genoegen met het onderkoningschap. Otto laat een sterk garnizoen in Pavia achter onder het bevel van zijn schoonzoon Koenraad de Rode, hertog van Lotharingen.[1]
- 17 december - Hugo de Zwarte, hertog van Bourgondië, overlijdt zonder kinderen. Hij is niet getrouwd en zijn erfenis wordt verdeeld onder de familieleden: Leutald I verwerft de gebieden ten oosten van de Saône en zijn overige gebieden — Autun, Troyes en Chalon-sur-Saône — gaan naar Giselbert van Chalon.[2]
- Hendrik I, hertog van Beieren, wordt door zijn oudere broer Otto I beloont met de markgraafschappen van Verona en Aquileia.
- Alan II ("Draaibaard") overlijdt in Nantes en wordt opgevolgd door zijn zoon Drogo als hertog van Bretagne.

### Schotland
- Koning Constantijn II overlijdt na een regeerperiode van 43 jaar in het klooster van St. Andrews (waar hij zich als abt sinds 943 heeft teruggetrokken). Zijn neef en troonopvolger, Malcolm I, leidt een Schots expeditieleger in samenwerking met een Noorse Viking vloot naar Moray (in het noorden van Schotland) om daar een opstand te onderdrukken.

### Afrika
- Zomer - Een Kalbid invasiemacht onder leiding van Hassan al-Kalbi (een aristocratisch lid van het heersende Kalifaat van de Fatimiden), vertrekt uit Sicilië en valt Byzantijns Calabrië binnen. Hij valt verschillende steden aan, waaronder Gerace en Cassano.

## Overleden
- 6 september - Suzaku (29), keizer van Japan (r. 930 - 946)
- 17 december - Hugo de Zwarte, hertog van Bourgondië (r. 936 - 952)
- Alan II ("Draaibaard"), hertog van Bretagne (r. 938 - 952)
- Constantijn II, koning van Schotland (r. 900 - 943)